# Еллікотт-Сіті (Меріленд)
Еллікотт-СІті (англ. Ellicott City) — переписна місцевість (CDP) в США, в окрузі Говард штату Меріленд. Населення — 75 947 осіб (2020).

## Географія
Еллікотт-СІті розташований за координатами 39°16′36″ пн. ш. 76°50′2″ зх. д. / 39.27667° пн. ш. 76.83389° зх. д. (39.276691, -76.833952).  За даними Бюро перепису населення США в 2010 році переписна місцевість мала площу 77,90 км², з яких 77,58 км² — суходіл та 0,32 км² — водойми.

### Клімат
| Клімат : Еллікотт-СІті  | Клімат : Еллікотт-СІті | Клімат : Еллікотт-СІті | Клімат : Еллікотт-СІті | Клімат : Еллікотт-СІті | Клімат : Еллікотт-СІті | Клімат : Еллікотт-СІті | Клімат : Еллікотт-СІті | Клімат : Еллікотт-СІті | Клімат : Еллікотт-СІті | Клімат : Еллікотт-СІті | Клімат : Еллікотт-СІті | Клімат : Еллікотт-СІті | Клімат : Еллікотт-СІті |
| Показник                | Січ.                   | Лют.                   | Бер.                   | Квіт.                  | Трав.                  | Черв.                  | Лип.                   | Серп.                  | Вер.                   | Жовт.                  | Лист.                  | Груд.                  | Рік                    |
| Абсолютний максимум, °C | 25,6                   | 26,7                   | 32,2                   | 35,0                   | 36,1                   | 38,3                   | 40,6                   | 39,4                   | 38,3                   | 35,0                   | 28,3                   | 25,0                   | 40,6                   |
| Середній максимум, °C   | 5,6                    | 7,8                    | 12,8                   | 19,4                   | 24,4                   | 28,9                   | 31,1                   | 30,0                   | 26,1                   | 20,0                   | 13,9                   | 7,8                    | 18,9                   |
| Середній мінімум, °C    | −5                     | −3,9                   | 0,0                    | 5,0                    | 10,6                   | 15,6                   | 17,8                   | 17,2                   | 13,3                   | 6,7                    | 1,7                    | −2,8                   | 6,1                    |
| Абсолютний мінімум, °C  | −27,8                  | −26,7                  | −20                    | −11,1                  | −2,8                   | 1,1                    | 6,7                    | 5,0                    | −1,7                   | −7,8                   | −16,1                  | −25,6                  | −27,8                  |
| Норма опадів, мм        | 95                     | 76                     | 109                    | 89                     | 121                    | 104                    | 98                     | 90                     | 104                    | 87                     | 95                     | 90                     | 1159                   |
| ----------------------- | ---------------------- | ---------------------- | ---------------------- | ---------------------- | ---------------------- | ---------------------- | ---------------------- | ---------------------- | ---------------------- | ---------------------- | ---------------------- | ---------------------- | ---------------------- |
| Джерело: Intellicast    |                        |                        |                        |                        |                        |                        |                        |                        |                        |                        |                        |                        |                        |

## Демографія
Згідно з переписом 2010 року, у переписній місцевості мешкали 65 834 особи в 23 734 домогосподарствах у складі 18 150 родин. Густота населення становила 845 осіб/км².  Було 24672 помешкання (317/км²).
Расовий склад населення:
| - 64,5 % — білих - 22,9 % — азіатів - 8,5 % — чорних або афроамериканців - 0,2 % — корінних американців - 1,1 % — осіб інших рас |

До двох чи більше рас належало 2,8 %. Частка іспаномовних становила 3,5 % від усіх жителів.
За віковим діапазоном населення розподілялося таким чином: 26,5 % — особи молодші 18 років, 61,4 % — особи у віці 18—64 років, 12,1 % — особи у віці 65 років та старші. Медіана віку мешканця становила 40,7 року. На 100 осіб жіночої статі у переписній місцевості припадало 95,0 чоловіків;  на 100 жінок у віці від 18 років та старших — 91,5 чоловіків також старших 18 років.
Середній дохід на одне домашнє господарство  становив 136 734 долари США (медіана — 114 916), а середній дохід на одну сім'ю — 152 163 долари (медіана — 134 619). Медіана доходів становила 101 295 доларів для чоловіків та 69 657 доларів для жінок. За межею бідності перебувало 4,4 % осіб, у тому числі 6,1 % дітей у віці до 18 років та 3,2 % осіб у віці 65 років та старших.
Цивільне працевлаштоване населення становило 34 820 осіб. Основні галузі зайнятості: освіта, охорона здоров'я та соціальна допомога — 25,8 %, науковці, спеціалісти, менеджери — 20,2 %, публічна адміністрація — 9,8 %, роздрібна торгівля — 8,2 %.